# Demodex folliculorum

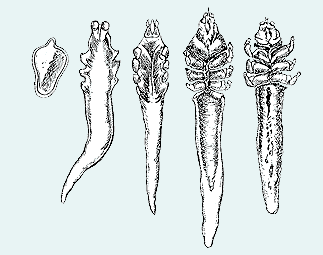
Dibujos de varios ejemplares de Demodex.

Demodex folliculorum es un ácaro minúsculo (menos de 0,4 mm) que vive en los poros y folículos del pelo. Generalmente se puede encontrar en la nariz, la frente, la mejilla, la barbilla, y a menudo en las raíces de las pestañas. Tiene forma vermiforme y sus extremidades son meros tocones. 
Este ácaro vive cabeza abajo, en los folículos pilosos, alimentándose de secreciones y piel muerta. Cada hembra de Demodex puede poner hasta 25 huevos en un solo folículo. Las crías se aferran firmemente al pelo mientras crecen. Cuando es maduro, el ácaro sale del folículo y busca uno nuevo en el que poner sus huevos. Este ciclo suele llevar entre 14 y 18 días.
Posee unas garras minúsculas y una estructura en forma de aguja que hacen la función de boca con las que se alimenta de las células de la piel. No es cierto que no dispongan de ano, como demuestran estudios en 2022.
Aunque no es vector de enfermedades, puede causar trastornos de la piel. Se han descrito varias patologías por este ácaro en medicina veterinaria. En humanos, las inflamaciones e infecciones de la cara suelen ser el resultado de un exceso de ácaros en un único folículo. También pueden provocar conjuntivitis y hacer que las pestañas caigan fácilmente. El Demodex se ha relacionado con la rosácea, una enfermedad de la piel, principalmente de la cara, caracterizada por enrojecimiento, infección de folículos pilosos, proliferación de vasos sanguíneos e inflamación.
Se ha comprobado que personas de diferentes partes del mundo albergan distintos linajes de ácaros y estos a su vez persistir durante generaciones de individuos de un mismo clan familiar.